# 아릭-덴-이리
아릭덴-일리(제위 기원전 1319년 ~ 기원전 1308년 또는 기원전 1307년 ~ 기원전 1296년)는 아시리아의 왕이었다.
그의 아버지 엔릴 니라리와 같이 그도 바빌론과 왕국의 경계를 정하기 위해 싸웠는데 이번에는 나지마루타쉬 왕이었다. 이 전쟁은 그의 아들 아닷니라리 1세에 의해 아시리아가 승리하기까지 풀릴 수 없었다.